# Akvariet (tidskrift)

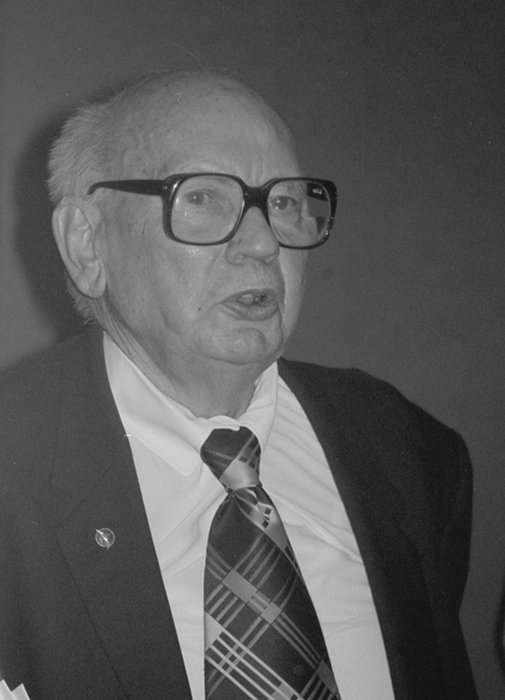
Edvin Brorsson vid Akvariets Dag år 1975.

Akvariet, Tidskriften Akvariet eller Akvariet, organ för Sveriges akvarieföreningar var Sveriges och världens äldsta kontinuerligt utgivna facktidning om akvaristik  vilken publicerades månadsvis från 1927 till 1997, men insomnade efter en tids existens som nättidning.
Det var de tre akvarieföreningarna Malmö Akvarieförening, Stockholms Akvarieförening och Göteborgs Akvarieförening som 1927 med redaktören Edvin Brorsson (från Malmö Akvarieförening) grundade tidskriften.
Akvariet publicerades månadsvis från 1927 till 1997.
Tidskriften utgavs av Sveriges Akvarieföreningars Riksförbund (SARF) och var gemensamt organ för akvarieförbunden i Sverige, Norge, Danmark och Finland. Akvariet behandlade alla aspekter av hur man håller akvariefiskar i både sötvatten och saltvatten, och i viss mån även herpetologiska spörsmål. Utgivningen upphörde i pappersformat i och med den 61:a årgången, 1997. Därefter fanns den under ett antal år på Internet i digital form.
| ”                                                      | Då en tidning eller tidskrift utkommer i sitt första nummer, är det ju en oskriven lag, att vederbörande red. för läsekretsen framlägger de riktlinjer, som komma att följa vid redigeringen. Beträffande denna lilla tidskrift torde knappast en dylik ”deklaration” vara nödvändig. Akvarieintresset som sedan gammalt varit utbrett i våra grannland i söder, Tyskland och Danmark, har även fått fast fot i vårt eget land” ”Av denna anledning ha de svenska akvarieföreningarna beslutat utgiva en månadsskrift, vars första nummer härmed överlämnas åt allmänheten. | „ |
| – Redaktör Edvin Brorsson, Akvariet, nr1, januari 1927 | |   |

## Akvariets Oscar
Priset Akvariets Oscar instiftades av Akvariets redaktör Gunnar Lundin år 1966 för att celebrera tidskriftens 40-årsdag. Oscar utdelas varje år till en akvarist som gjort en betydande insats inom akvariehobbyn. År 2015 utdelades detta pris för 50:e året i följd.

### Kriterier
"En betydelsefull insats för akvariehobbyn" kan vara till exempel som föreningsfunktionär, ungdomsledare, odlare, skribent, fotograf eller vad man över huvud taget kan tänka sig med anknytning till akvariehobbyn. 
Oscarsvinnaren utsågs förut efter fri bedömning av Akvariets redaktion och bestod av en porslinstallrik med ett motiv av påfågelcikliden, Astronotus ocellatus. Ett på engelska och tidigare även i Sverige ofta använt namn på arten påfågelciklid är just "Oscar". Tallriken hade i över 20 år målats av Ulla Lind Villumsen, som är en dansk konstnär.
Efter Akvariets nedläggning har Sveriges Akvarieföreningars Riksförbund (SARF) övertagit ansvaret för nomineringen och porslinstallriken har ersatts av en etsning av konstnären Svenerik Jacobsson, med samma motiv och fiskart.

### Mottagare
Priset har delats ut sammanlagt 53 gånger, till följande pristagare.

1. 1966 – Åke Westlund, Sverige
2. 1967 – Helmut Pinter, Sverige
3. 1968 – Finn Morbech, Norge
4. 1969 – Gerhard Brünner, Tyskland
5. 1970 – Carl-Eric Ericson, Sverige
6. 1971 – Arend van den Niuwenhuizen, Nederländerna
7. 1972 – Anders Wickmann, Sverige
8. 1973 – Jörgen J. Schell, Danmark
9. 1974 – Sverre Sjölander, Sverige
10. 1975 – Jens Meulengracht-Madsen, Danmark
11. 1976 – Jan Carlén, Norge
12. 1977 – Britt-Marie Sundström, Sverige
13. 1978 – Sune Holm, Sverige
14. 1979 – Anders Cassel, Sverige
15. 1980 – Erik Lind Larsen, Danmark
16. 1981 – Jonas Wahlström, Sverige
17. 1982 – Alf Stalsberg, Norge
18. 1983 – Bengt Sandgren, Sverige
19. 1984 – Jan-Eric Larsson, Sverige
20. 1985 – Benny B. Larsen, Sverige
21. 1986 – Nisse Hilldén, Sverige
22. 1987 – Edvin Brorsson, Sverige
23. 1988 – Gunnar Lundin, Sverige
24. 1989 – Claus Christensen, Danmark
25. 1990 – Ingemar Ander, Sverige
26. 1991 – Kjell Nilsson, Sverige
27. 1992 – Marcus Zadenius, Sverige
28. 1993 – Cathrin Dunger, Sverige
29. 1994 – Jukka Järvi, Finland
30. 1995 – Svein A. Fosså, Norge
31. 1996 – Sven O. Kullander, Sverige
32. 1997 – Christer Sandberg, Sverige
33. 1998 – Peter Karlsson, Sverige
34. 1999 – Jan Wester, Sverige
35. 2000 – Roger Häggström, Sverige
36. 2001 – Kjell Fohrman, Sverige
37. 2002 – Ulf Paulsson, Sverige
38. 2003 – Olof Boberg, Sverige
39. 2004 – Mikael Westerlund, Finland
40. 2005 – Christian Alfredsson, Sverige
41. 2006 – Poul Petersen, Danmark
42. 2007 – Mogens Juhl, Danmark
43. 2008 – Ronny Lundkvist, Sverige
44. 2009 – Erik Åhlander, Sverige
45. 2010 – Anders Sjökvist, Sverige
46. 2011 – Anita Persson, Sverige
47. 2012 – Ola Svensson, Sverige
48. 2013 – Lars Forsberg, Sverige
49. 2014 – Tyrone Lundström, Sverige
50. 2015 – Mikael Thollesson, Sverige
51. 2016 – Ola Åhlander, Sverige
52. 2017 – John Rosenstock, Danmark
53. 2018 – Bosse Persson, Sverige
54. 2019 – Björn Oliviusson
55. 2020 – Gabriella Ekström
56. 2021 – Sanna Karlsson
57. 2022 – David Rejdemyr
58. 2023 – Ulf Hennertz